# Tallero di Coburgo
Il Tallero di Coburgo (Coburger Taler) detto Kußtaler (Tallero del bacio) è una moneta del 1593 di Coburgo, una città del nord Baviera.
Johann Casimir (1564 - 1633), duca di Coburgo, sorprese sua moglie, la duchessa Anna, mentre commetteva adulterio e la rinchiuse in un convento. Poi fece coniare una moneta, che mostrava sua moglie vestita da monaca e la scritta "Wer küßt mich armes Nünnelein?" (Chi bacia me, povera monachina?).
Al diritto erano rappresentati due personaggi che si baciavano e intorno la scritta: "Wie küssen sich die zwei so fein" (Come si baciano bene i due).
Il nome Kusstaler, creato dalla vox populi è ancora usato dai collezionisti.